# Рион (вспомогательный крейсер)
Рион (до 12.10.1904 «Смоленск») — российский грузопассажирский пароход-крейсер. Участвовал в русско-японской войне в качестве крейсера 2-го ранга.

## История
- 14 июля 1899 — заказан для регулярных рейсов на Дальний Восток по десятилетней программе усиления Добровольного флота.
- 18 августа 1899 — присвоено название «Смоленск».
- 1 февраля 1902 — прибыл в Одессу, приписан к Одесскому торговому порту под № 78.
- 1903 — совершил несколько переходов между Одессой и Севастополем для перевозки войск.
- 7 января 1904 — передан во временное пользование Морскому ведомству для буксировки миноносцев типа «Циклон» в Порт-Артур.
- 20 января 1904 — вышел из Одессы на Дальний Восток, имея в трюмах артиллерию.
- 4 февраля 1904 — в Джибути присоединился к отряду контр-адмирала А. А. Вирениуса.
- 14 февраля 1904 — вернулся в Севастополь в связи с началом русско-японской войны.
- 29 марта 1904 — возвращён Добровольному флоту.
- 12 марта 1904 — передан Морскому ведомству для крейсерских операций на коммуникациях противника.
- 22 июня 1904 — вышел из Севастополя под флагом Добровольного флота с фиктивными документами на груз угля, провизии и артиллерии для Владивостока.
- Миновав Суэцкий канал, в Красном море установил корабельную артиллерию и поднял военно-морской флаг.
- Июль-август 1904 — досмотрел 9 пароходов, задержав и отправив с призовыми командами в Либаву 3 судна с контрабандным грузом для Японии.
- 30 сентября 1904 — вернулся в Либаву.
- 12 октября 1904 — причислен к военно-морскому флоту в качестве крейсера 2-го ранга с присвоением названия «Рион».
- 3 ноября 1904 — вышел из Либавы в составе «догоняющего» отряда капитана 1-го ранга Л. Ф. Добротворского.
- 1 февраля 1905 — в Носи-Бе вошёл в состав крейсерского отряда 2-й эскадры флота Тихого океана.

Утром 1 февраля мы снялись с якоря и в количестве пятнадцать вымпелов вышли в океан для эволюций. А накануне была получена радиограмма, что к Мадагаскару приближается отряд капитана 1-го ранга Добротворского. На северном горизонте показались дымки. Радостно заволновались матросы, восклицая:

— Вот они!

— Топают, родные!

— Шесть штук.

Мы шли навстречу им, быстро сокращая расстояние. Скоро можно было различить корабли: крейсер 1-го ранга «Олег», крейсер 2-го ранга «Изумруд», два вспомогательных крейсера — «Рион» и «Днепр» и два миноносца — «Громкий» и «Грозный». По сигналу командующего суда прибывшего отряда заняли свои места в строю эскадры. Мы совместно занялись двухсторонними эволюциями, которые были так же плохи, как и предыдущие, а в четыре часа вернулись в Носи-Бэ.— А. С. Новиков-Прибой. Цусима
- 12 мая 1905 — отделился от эскадры для самостоятельного крейсирования в южной части Жёлтого моря.
- 15 мая 1905 — в 60 милях от мыса Шаньдун задержал немецкий пароход «Tetartos» (2409 брт), направлявшийся из Отару в Тяньцзинь с железнодорожными материалами и рыбой, и на следующий день потопил его.
- 20 мая 1905 — в 80 милях от Вусунга остановил шедший из Шанхая в Модзи английский пароход «Cilurnum» (2123 брт). Груз, состоявший из бобов и хлопка, был выброшен за борт, а сам пароход отпущен.
- 17-18 июня 1906 — у мыса Рас-Хафун спас экипаж и пассажиров разбившегося о камни французского парохода «Шадок», после чего доставил спасённых в Аден.

Команда «Риона» помогала нести детей и больных на носилках. Только через полсуток переправа людей была закончена. Находясь уже на крейсере, пассажиры-французы восторженно отзывались о благородном подвиге русских моряков. Спасенные собрали для команды несколько сот франков. Но командир денег не взял и выразил от имени французов благодарность своей команде. 

«Рион», оставив Рас-Гафун, взял курс на Аден. На пути у него вышел весь уголь, начали жечь в топках дерево. Он еле добрался до порта. В Адене он сдал спасенных людей на два иностранных парохода и более основательно запасся топливом. Дальнейшее плавание крейсера проходило без приключений.— А. С. Новиков-Прибой. Цусима
- 18 июля 1905 — вернулся в Кронштадт.
- 30 июля 1905 — исключен из списка судов Морского ведомства.
- 18 августа 1905 — возвращён Добровольному флоту под прежним наименованием «Смоленск».
- 1905—1906 — прошёл капитальный ремонт в Ньюкасле.
- 25 июня 1906 — вышел в рейс из Либавы в Нью-Йорк.
- 10 декабря 1907 — после очередного возвращения из Нью-Йорка был снят с линии из-за нерентабельности.
- 16 апреля 1908 — прибыл в Севастополь.
- Октябрь 1908 — участвовал в манёврах Черноморского флота в качестве войскового транспорта, после чего был выведен в резерв и поставлен на стоянку в Одессе.
- 3 июня 1913 — продан Морскому ведомству для использования в качестве базы подводных лодок.
- 20 июля 1913 — зачислен в список судов Черноморского флота как учебное судно «Рион», впоследствии был приписан к учебному отряду Чёрного моря.
- Осень 1914 — передан Плавучей базе флота.
- 1915 — прошёл капитальный ремонт в Севастопольском порту.
- 31 августа 1916 — зачислен в качестве транспорта в Транспортную флотилию Чёрного моря под № 28.
- 1.10.1916 — присвоен № 147.
- 1916 — вооружён двумя 75-мм орудиями.
- 22 мая 1917 — переведён в учебный отряд Чёрного моря с восстановлением наименования «Рион».
- 1 мая 1918 — захвачен в Севастополе немецкими войсками.
- 24 ноября 1918 — захвачен в Севастополе союзниками.
- Февраль 1919 — включён в состав отряда транспортов флота Вооруженных сил юга России, но не использовался из-за отсутствия команды.
- 11 апреля 1919 — во время подготовки к эвакуации беженцев на борту взорвалась заложенная подпольщиками бомба (21 погибший, 79 раненых).
- 16 апреля 1919 — уведён на буксире из Севастополя в Новороссийск, где использовался как блокшив для размещения семей офицеров флота.
- 27.08.1920 — после ремонта присвоен № 9.
- 13 ноября 1920 — ушёл с 8500 беженцами из Севастополя в Стамбул.
- Апрель 1922 — продан на слом в Марселе.
- 1922—1923 — разобран на металлолом в Италии.

## Командиры
- капитан 2-го ранга Троян, Пётр Аркадьевич